# Волга (клуб по хоккею с мячом)
«Во́лга» — команда по хоккею с мячом из Ульяновска. Играет в Суперлиге. Основана в 1934 году. Командные цвета: жёлто-синие. Наивысшие достижения за всю историю команды — серебро и бронза в чемпионатах СССР и бронза в чемпионате России.

## История
Команда была создана в начале 1934 года при машиностроительном заводе имени Володарского. До 1957 года называлась «Зенит». В период с 1957 по 1959 год называлась «Труд» (в ульяновской прессе того времени нередко упоминалась под названием «Команда Володарского района»). С февраля 1959 года называется «Волга» (кроме 2001—2003 годов, когда команда выступала под именем «Волга-УАЗ»).
Представляла ДСО «Зенит» (1936—1957 и 1966—1987) и ДСО «Труд» (1957—1966). В настоящее время автономная некоммерческая организация "Хоккейный клуб «Волга».
В довоенные годы участвовала в городских соревнованиях. Неоднократно становилась чемпионом и обладателем Кубка города. В 1945 году дебютировала во всесоюзных соревнованиях выступив в Кубке ВЦСПС. В 1947 и 1953 годах играла в Кубке РСФСР. В 1956 году вне конкурса сыграла несколько матчей в чемпионате СССР (класс «Б»), а в следующем году стала его участником. В 1957 и 1959 участвовала в финальных турнирах чемпионата РСФСР заняв там 4 и 6 места.
После того, как в 1959 году «Динамо» (Ульяновск) выбыло из числа участников чемпионата СССР (класс «А»), но место за Ульяновском было сохранено, спортивным руководством города было принято решении о выступлении «Волги» в чемпионате СССР. При этом тринадцать игроков «Динамо» перешли в «Волгу».
В дебютном сезоне в высшем хоккейном дивизионе «Волга» заняла 10 место. В первом своём матче в чемпионате СССР (класс «А») 17 декабря 1959 года «Волга» уступила на выезде московским «Филям» со счётом 6:3. Автором первого гола «Волги» стал С.Эдукарьянц. Уступила «Волга» и в своём первом домашнем матче. Со счётом 1:6 23 декабря 1959 года «Волга» проиграла команде «Урожай» из подмосковного Перово. Первая победа была одержана только 29 декабря 1959 года, зато какая — со счётом 2:1 был обыгран серебряный призёр предыдущего чемпионата московское «Динамо». В составе «Волги» отличились Е.Герасимов и Г.Лосев. Всего в ходе первого сезона «Волга» сыграла 19 игр из которых 5 выиграла и в 10 уступила. В 4 играх была зафиксирована ничья. Забито было 31, а пропущено 53 мяча. Главная задача была решена — «Волга» закрепилась в классе «А».
Постепенно «Волга» начала осваиваться в числе лучших команд страны. В следующих двух сезонах «Волга» занимала 7 место. Через несколько лет игроки «Волги» начали привлекаться в сборную СССР. Первыми нашими представителями в главной команде страны стали Л.Бутузов и В.Монахов.
Руководством команды была сделана ставка на подготовку собственных воспитанников. И вскоре спортивная школа Ульяновска громко заявила о себе. В первом чемпионате СССР среди юношей (сезон 1964 года) юношеская команда «Волги» заняла второе место. Зато в двух следующих чемпионатах была одержана уверенная победа. В сезоне 1965 года чемпионами стали В. Косс, А. Пшеничников, Е. Ворсин, Ю. Гаврилов, Ю. Захарчев, В. Звягин, Б. Кияйкин, Ю. Краснов, В. Куров, Г. Кушнир, Б. Малявкин (к), В. Никитин, В. Ножишкин, А. Рушкин, Э. Эдукарьянц. Тренер — Ю. А. Васильев. В. Куров стал лучшим бомбардиром финального турнира. На следующий год в чемпионском составе играли В.Косс, А. Пшеничников, Е. Ворсин, Ю. Гаврилов, Ю. Захарчев, В. Звягин, Б. Кияйкин, Ю. Краснов, В. Куров, Г. Кушнир, В. Лосев, Б. Малявкин (к), В. Ножишкин, А. Рушкин, Л. Сверко, Э. Эдукарьянц. Старший тренер — Ю. А. Васильев, тренер — Н. П. Гунин. Рушкин стал лучшим бомбардиром турнира, Малявкин был признан лучшим защитником, а Кияйкин — лучшим полузащитником.
Именно эти игроки стали костяком «Волги» в 60-70-х годах. А с приходом в команду опытных В. Дорофеева и Л. Мухаметзянова игра «Волги» вышла на новый качественный уровень. В сезоне 1972 года «Волга» впервые попала в число призёров чемпионата страны завоевав серебряные медали. В сезонах 1976 и 1977 годов «Волга» занимала почетное третье место. Нельзя не отметить и победу сборной Ульяновской области, составленной из игроков «Волги», в Спартакиаде народов РСФСР в 1970 году. Хоть и редко, но привлекались игроки «Волги» в сборную страны, участвовали в чемпионатах мира и турнирах на призы газеты «Советская Россия». Двукратным чемпионом мира стал В. Монахов (1969 и 1971 годы), один чемпионат выиграл Мухаметзянов (1973 год).
В те годы во время хоккейного межсезонья многие игроки «Волги» выступали за команду «Волга» по хоккею на траве. В этом виде спорта «Волга» трижды становилась чемпионом СССР (в сезонах 1970, 1971, 1974 годов), а также серебряным (1972, 1976 годы) и бронзовым (1975 год) призёром.
В 80-е годы игра команды несколько поблекла. Относительно успешные сезоны чередовались с откровенно провальными. Дважды команда покидала высшую лигу, после сезонов 1983 и 1990 годов. В первый раз команде потребовался для возвращения всего один год, повторное понижение в классе затянулось на пять лет. Однако и в тот период были успехи. Победа в 1984 году в турнире первой лиге принесла «Волге» звание чемпиона РСФСР. В 1985 году стали чемпионами мира в составе сборной СССР Н. Афанасенко и С. Наумов. Дважды приз лучшего снайпера чемпионата «В атаку» выигрывал Афанасенко (1987 и 1988 годы).
Первую половину 90-х годов «Волга» провела играя в первой лиге чемпионата России. Выиграв под руководством А. Г. Рушкина этот турнир в 1995 году команда снова завоевала право играть с сильнейшими командами страны. В «Волгу» вернулись многие воспитанники ульяновского хоккея: Ю. Логинов, А.Рушкин и другие. Были привлечены в команду несколько игроков из близлежащего Димитровграда. Сложился хороший, сплочённый коллектив. В 1997 году команда заняла третье место в чемпионате России, в 2000 году впервые вышла в финал Кубка страны. Победителем турнира на приз Правительства Российской Федерации стал Логинов (1998 год). Ранее, в 1996 и 1997 годах он признавался лучшим защитником чемпионата России.
Во время подготовки к очередному сезону «Волга» принимала участие в чемпионатах России по ринк-бенди. Дважды (1997 и 1999 годы) она становилась победителем этих соревнований. На чемпионате мира по ринк-бенди 1998 года «Волга» стала базовым клубом сборной России. В этом турнире Россия завоевала «золото».
После преодоления рубежа тысячелетий последовал новый спад. Команду покинули многие игроки. Впервые в своей истории прекратился процесс пополнения собственными воспитанниками. Пришлось привлекать игроков из других клубов, началась «текучка». Наметилось отставание от других команд в развитии клубной инфраструктуры. В первую очередь в отсутствии на домашнем стадионе оборудования для производства искусственного льда. Всё это в итоге привело к скатыванию команды на дно турнирной таблицы, падению посещаемости зрителей.
Во втором десятилетии XXI века ситуация не изменилась. Не помогли ни поддержка со стороны Губернатора области, ни ввод в эксплуатацию ледового дворца Волга-Спорт-Арена, ни привлечение в команду игроков сборной России и легионеров из Швеции и Финляндии.

## Достижения
- Победитель зонального турнира чемпионата РСФСР (Нижневолжская зона) (1957, 1959)
- Победитель Спартакиады народов РСФСР (1966, 1970)
- Серебряный призёр чемпионата СССР (1972)
- Бронзовый призёр чемпионатов СССР/России (1976, 1977, 1997)
- Победитель Первой группы класса «А» чемпионата СССР (1984)
- Финалист Кубка Федерации хоккея с мячом СССР (1989)
- Победитель Первой лиги чемпионата России (1995)
- Бронзовый призёр Кубка викингов (Хамар, Норвегия) (1996)
- Бронзовый призёр Кубка России (1996)
- Финалист Кубка России (2000)
- Участник Кубка мира (Юсдаль, Швеция) (2000)
- Обладатель Кубка "Волга-Спорт-Арены" (2016, 2017, 2019)

## Главные тренеры
- 40-е годы — Алякринский
- 50-е годы — Н. А. Культин
- 1959 — Н. П. Гунин
- 1959—1973 — С. М. Эдукарьянц
- 1973—1975 — Н. П. Гунин
- 1975—1980 — С. М. Эдукарьянц
- 1980—1982 — А. Г. Рушкин
- 1982—1986 — Ю. А. Васильев
- 1986—1988 — В. Н. Терехов
- 1988—1990 — В. В. Куров
- 1990—1994 — В. Н. Терехов
- 1994—2000 — А. Г. Рушкин
- 2001 — С. М. Наумов
- 2001 — Ю. Г. Гаврилов
- 2001—2003 — Е. Г. Манкос
- 2003—2006 — О. В. Батов
- 2006—2008 — А. А. Епифанов
- 2008—2009 — О. А. Шубин
- 2009—2011 — В. Н. Иевлев
- 2011—2014 — С. М. Наумов
- 2014 — Д. В. Маланин
- 2014—2018 — В. Е. Манкос
- 2018—2021 — С. В. Горчаков
- 2021—н.в. — А. Н. Савченко

## Состав команды

### Игроки
| 1  | Флаг России | Вр  | Иван Силантьев     | 1997 |  |  |  |  |  |
| 34 | Флаг России | Вр  | Дмитрий Атаманюк   | 1994 |  |  |  |  |  |
|    |             |     |                    |      |  |  |  |  |  |
| 57 | Флаг России | Защ | Никита Симиргин    | 1995 |  |  |  |  |  |
|    |             |     |                    |      |  |  |  |  |  |
| 7  | Флаг России | ПЗ  | Руслан Галяутдинов | 1986 |  |  |  |  |  |
| 17 | Флаг России | ПЗ  | Кирилл Коломейцев  | 2001 |  |  |  |  |  |

| 40 | Флаг России | ПЗ  | Рустам Тургунов   | 1995 |  |  |  |  |  |
| 87 | Флаг России | ПЗ  | Дмитрий Скворцов  | 1996 |  |  |  |  |  |
|    |             |     |                   |      |  |  |  |  |  |
| 88 | Флаг России | Нап | Василий Смоленков | 2000 |  |  |  |  |  |
| 12 | Флаг России | Нап | Андрей Крайнов    | 1994 |  |  |  |  |  |
| 95 | Флаг России | Нап | Эмиль Бихузин     | 1995 |  |  |  |  |  |

### Административно-тренерский состав
- Главный тренер: А. Н. Савченко
- Старший тренер: М. А. Москвичев
- Технический администратор: Д. А. Филимонов
- Врач: Ю. Е. Смирнов
- Массажист: В. В. Кадрев

## Рекорды клуба
- Самые крупные победы: — 17:6 («Юность», Омск — 1977 г.), 12:1 («Динамо», Москва — 1996 г.).
- Самые крупные поражения: — 1:18 («Динамо», Москва — 2008 г.), 3:20 («Динамо», Москва — 2009 г.).
- Наибольшее число матчей за команду сыграл Н.Афанасенко — 485.
- Лучший бомбардир команды Н.Афанасенко — 611.
- Наибольшее количество мячей в одном матче забил Н.Афанасенко (8 голов, 2 марта 1977 года в домашнем матче с «Юностью»).
- Самая длинная голевая серия принадлежит Н.Афанасенко — 33 игры, все 26 игр чемпионата СССР 1987 года и первые семь игр чемпионата СССР 1988 года. В ходе этой серии было забито 65 голов, из них 22 с 12-метровых.
- Самый быстрый гол забил А.Рушкин — на 10 секунде 8 декабря 1998 года в домашнем матче со «Строителем» (Сыктывкар).

Ниже даны списки лидеров «Волги» по числу проведённых матчей и забитых мячей в чемпионатах СССР/России.
|    | Имя                | Страна                  | Матчи |
| -- | ------------------ | ----------------------- | ----- |
| 1  | Николай Афанасенко | Флаг СССР · Флаг России | 485   |
| 2  | Денис Цыцаров      | Флаг России             | 427   |
| 3  | Владимир Терехов   | Флаг СССР               | 394   |
| 4  | Владимир Куров     | Флаг СССР               | 352   |
| 5  | Сергей Евдокимов   | Флаг СССР · Флаг России | 342   |
| 6  | Михаил Тонеев      | Флаг России             | 320   |
| 7  | Николай Синьков    | Флаг СССР · Флаг России | 311   |
| 8  | Евгений Землянов   | Флаг СССР · Флаг России | 309   |
| 9  | Виталий Макаров    | Флаг России             | 302   |
| 10 | Виталий Агуреев    | Флаг СССР               | 282   |

|    | Имя                | Страна                  | Голы |
| -- | ------------------ | ----------------------- | ---- |
| 1  | Николай Афанасенко | Флаг СССР · Флаг России | 611  |
| 2  | Евгений Волгужев   | Флаг России             | 204  |
| 3  | Денис Цыцаров      | Флаг России             | 192  |
| 4  | Владимир Куров     | Флаг СССР               | 188  |
| 5  | Виталий Макаров    | Флаг России             | 145  |
| 6  | Вячеслав Дорофеев  | Флаг СССР               | 124  |
| 7  | Анатолий Рушкин    | Флаг СССР               | 123  |
| 8  | Владимир Монахов   | Флаг СССР               | 116  |
| 9  | Михаил Тонеев      | Флаг СССР               | 110  |
| 10 | Евгений Мастрюков  | Флаг России             | 96   |